# Liechtensteiner-Cup 1955-1956
La Liechtensteiner-Cup 1955-1956 è stata l'undicesima edizione della coppa nazionale del Liechtenstein conclusa con la vittoria finale del Vaduz, al suo quinto titolo.
Della competizione è noto solo il risultato della finale.

## Finale
| Triesen | Vaduz | 4 – 1 | FC Schaan |  |